# Horrorra akadva 4.
A Horrorra akadva 4. (eredeti cím: Scary Movie 4) 2006-ban bemutatott horrorparódia, a Horrorra akadva-sorozat negyedik darabja, amit David Zucker, a Csupasz pisztoly és az Airplane! direktora rendezett. 
Az Amerikai Egyesült Államokban április 14-én került a mozikba, Magyarországon két héttel később, április 27-én.
A Horrorra akadva 4. a Fűrész, a Fűrész II., A falu, az Átok – The Grudge, a Világok harca, a Millió dolláros bébi, King Kong és a Túl a barátságon című filmeket figurázza ki, illetve egy rövidebb utalást tesz a Nyomulj és nyerjre. A nyitójelenet a Fűrész humoros átirata dr. Phil McGraw és Shaquille O’Neal szereplésével.

## Cselekmény
Anna Faris és Regina Hall visszatérnek szerepükbe, előbbi mint az ütődött, de szeretnivaló Cindy Campbell, utóbbi pedig mint a szexőrült barátnője, Brenda Meeks. Csatlakozik ezúttal hozzájuk a jóképű, ám kimondhatatlanul ostoba Tom Ryan, Craig Bierko megformálásában. Együtt indulnak, hogy megmentsék a világot a könyörtelen ufók inváziójától.
Cindy ápolóként vállal állást egy idős hölgy mellett, akinek háza Tom Ryan szomszédságában van. A lány ráébred, hogy a házat egy Troy Reed nevű kisfiú kísérti, így hát felkerekedik, hogy megtudja, ki és miért ölte meg a gyereket. Mindeközben idegen "tr-iPodok" szállják meg a Földet, s megállításuk módja újabb megoldandó rejtélyt ró Cindy nyakába.

## Szereplők
| Szerep         | Színész          | Magyar hang          |
| -------------- | ---------------- | -------------------- |
| Cindy Campbell | Anna Faris       | Vadász Bea           |
| Brenda Meeks   | Regina Hall      | Kéri Kitty           |
| Tom Ryan       | Craig Bierko     | Forgács Péter        |
| Marilyn        | Molly Shannon    | Takács Andrea        |
| Harris elnök   | Leslie Nielsen   | Sztankay István      |
| Mahalik        | Anthony Anderson | Scherer Péter        |
| CJ             | Kevin Hart       | Hamvas Dániel        |
| Henry Hale     | Bill Pullman     | Tarján Péter         |
| Holly          | Carmen Electra   | Pap Kati             |
| Ezekiel        | Chris Elliott    | Bicskey Lukács       |
| Oliver         | Michael Madsen   | Szabó Sipos Barnabás |
| Tom            | Charlie Sheen    | Csuja Imre           |
| George         | Simon Rex        | Magyar Bálint        |
| Dr. Phil       | Phil McGraw      | Kristóf Tibor        |
| Shaq           | Shaquille O’Neal | Király Attila        |
| A narrátor     | James Earl Jones | Konrád Antal         |
| Önmaga         | Lil Jon          |                      |

## Bevétel
Nyitóhétvégéjén a film 40,2 millió dollárt hozott, a Horrorra akadva-sorozat harmadik legerősebbjeként. Megdöntötte a húsvét-hétvége rekordját, amit a Pánikszoba tartott 30,1 millió dollárral. Április hónapban a második legerősebb start birtokosa a Ki nevel a végén? mögött.
Teljes futása alatt a Horrorra akadva 4. 90,7 millió dollárt keresett az Egyesült Államokban, a világ többi részén pedig 87,3 milliót.
Magyarországon a sorozat leggyengébb szereplését tudhatja magáénak a film, első hetében Budapesten csak 16 358 néző volt rá kíváncsi, ami éppen fele az első rész második heti látogatottságának (32 882 néző). Országszerte összesen 63 ezren váltottak rá jegyet.

## Érdekességek
- A poszteren a Brenda által feltartott szabályok a következők:
  - I: Az ijesztő filmek megnézessenek, mi kigúnyoljuk őket.
  - II: A csöpögős drámák megnézessenek, mi siralmassá tesszük őket.
  - III: A romantikus vígjátékoktól óva intessetek, mert jövünk.
- A film előzetese látható volt a Gagyi mami 2, a Végső állomás 3, a Csajozós film, a Madea's Family Reunion, a V mint vérbosszú, a Micsoda srác ez a lány, a Sziklák szeme, a Larry the Cable Guy: Health Inspector, az Ismeretlen hívás, a Trisztán + Izolda, a Motel, az Ezt éld túl!, a Matador, a Rochester grófja, A pofátlan és A belső ember előtt. Ezen kívül felkerült a Kisiklottak DVD-változatára is.
- Mint a Horrorra akadva minden részében, ezúttal is elcsap valakit egy autó a film végén.
- A film legtöbb speciális effektusa a Világok harca parodizálásához készült, s meglepően hasonlóak az eredetikhez.
- Ez az első Horrorra akadva, amit magas felbontású videóra vettek fel, méghozzá Panavision Genesis kamerával.
- Noha főként testdublőrrel forgatták azt a jelenetet, ahol Harris elnök teljesen pucér, maga Leslie Nielsen is vállalt némi meztelenkedést.
- Felröppentek híresztelések a bemutatót megelőzően, hogy az Ördögűzés Emily Rose üdvéért, a Viasztestek, az Elátkozottak és az Éjszakai járat elferdítése is szerepelni fog, de ezekre nem került sor.
- Ez a második Horrorra akadva, amiben Brenda (Regina Hall) nem hal meg.
- Anna Faris tagadta azokat a pletykákat, hogy Cindy ellenfelét a bokszmeccsen Mike Tyson játssza. Azt mondta, egy bokszedző volt, aki nagyon emlékeztet Tysonra.
- Ez a harmadik Vancouverben forgatott Horrorra akadva, az első és a harmadik rész után.
- A flashback jelenetben Mahalik és CJ a "Hello" című dalt énekli Lionel Richie-től.
- Bill Pullman, Anthony Anderson és Anna Faris mind feltűntek a parodizált filmek valamelyikében. Faris a Túl a barátságonban, Pullman az Átok – The Grudgeban, Anderson pedig a Nyomulj és nyerjben.
- Ez az első Horrorra akadva, aminek poszterén szerepel Regina Hall.
- A film eleinte A kör 2 paródiájának indult, de mivel a közönség nem fogadta jól azt a filmet, David Zucker a Világok harcát szemelte ki helyette.
- Anna Faris és Regina Hall az egyetlen, akik feltűntek mind a négy részben.
- Carmen Electra és Chris Elliott szerepelt mind David Zucker, mind Keenen Ivory Wayans rendezte epizódban.
- Ez az első Horrorra akadva, amelynek nyitójelenében csak férfiszereplők láthatók.
- A film tagline-ja: "A trilógia negyedik és egyben befejező része".

## Díjak és jelentősebb jelölések
- Arany Málna díj
  - díj: legrosszabb mellékszereplő színésznő (Carmen Electra)